# Jonathan Joubert
Jonathan Joubert (* 12. září 1979, Mety, Francie) je lucemburský fotbalový brankář a reprezentant, v současnosti hráč klubu F91 Dudelange.

## Klubová kariéra
V seniorské kopané začínal v rezervním týmu francouzského klubu FC Metz. V letech 1999–2004 hrál v lucemburském mužstvu CS Grevenmacher. V létě 2004 přestoupil do jiného lucemburského týmu F91 Dudelange.

## Reprezentační kariéra
V A-mužstvu Lucemburska debutoval 3. 6. 2006 v přátelském zápase v Métách proti týmu Portugalska (prohra 0:3).